# Anna Mokgethi
Anna Maria Mokgethi é uma política do Botswana que actua como Ministra da Nacionalidade, Imigração e Assuntos de Género desde novembro de 2019. Ela é membro do Parlamento por Gaborone Bonnington North. Mokgethi é membro do Partido Democrático do Botswana.

## Carreira política
Mokgethi era originalmente membro do Partido do Congresso do Botswana, antes de renunciar para ingressar no Partido Democrático do Botswana (BDP). Antes das eleições gerais de 2019, ela foi escolhida como candidata do BDP por Gaborone Bonnington North. Ela derrotou facilmente o líder da oposição Duma Boko em 23 de outubro, depois de receber 3.033 votos, em comparação com os 1.851 votos de Boko. Ela foi empossada MP em 5 de novembro de 2019.
Em 6 de novembro de 2019, o presidente Mokgweetsi Masisi nomeou Mokgethi Ministra da Nacionalidade, Imigração e Assuntos de Género. Ela tomou posse no mesmo dia e sucedeu a Dorcas Makgato-Malesu.

## Vida pessoal
A sua filha, Sarona Motlhagodi, conhecida profissionalmente como Sasa Klaas, morreu em 6 de março de 2021 num acidente de helicóptero.
 